# Agrippine la Jeune
Pour les articles homonymes, voir Agrippine.
Julia Agrippina dite Agrippine la Jeune (Agrippina Minor en latin), née le 6 novembre 15 apr. J.-C. à Ara Ubiorum et morte assassinée à Baules le 23 mars 59, est une impératrice romaine.
Sœur de Caligula, elle est en outre la descendante directe d’Auguste, la petite-fille adoptive de Tibère et la fille de Germanicus.
Elle épouse en 49 l'empereur Claude, qui est également son oncle. Recevant l'année suivante le titre d'Augusta, elle n'aura de cesse de manœuvrer dans la ligne de succession afin de faire nommer empereur Néron, son unique enfant né d'une précédente union. Claude prend conscience de son complot mais décède en 54, probablement empoisonné par Agrippine.
Sous les premières années du règne de Néron, Agrippine exerce une influence toujours aussi dominante dans les affaires de l'Empire romain. Cependant, son pouvoir décroît rapidement à mesure que son fils prend ses distances avec elle. Elle est assassinée sur son ordre en 59.
Des sources anciennes et modernes décrivent la personnalité d'Agrippine comme impitoyable, ambitieuse, violente et dominatrice. Physiquement, c'était une femme jugée belle et réputée. Toute sa vie, elle fut conseillère dans les coulisses des affaires de l'Empire via ses puissants liens politiques.

## Biographie

### La fille de Germanicus

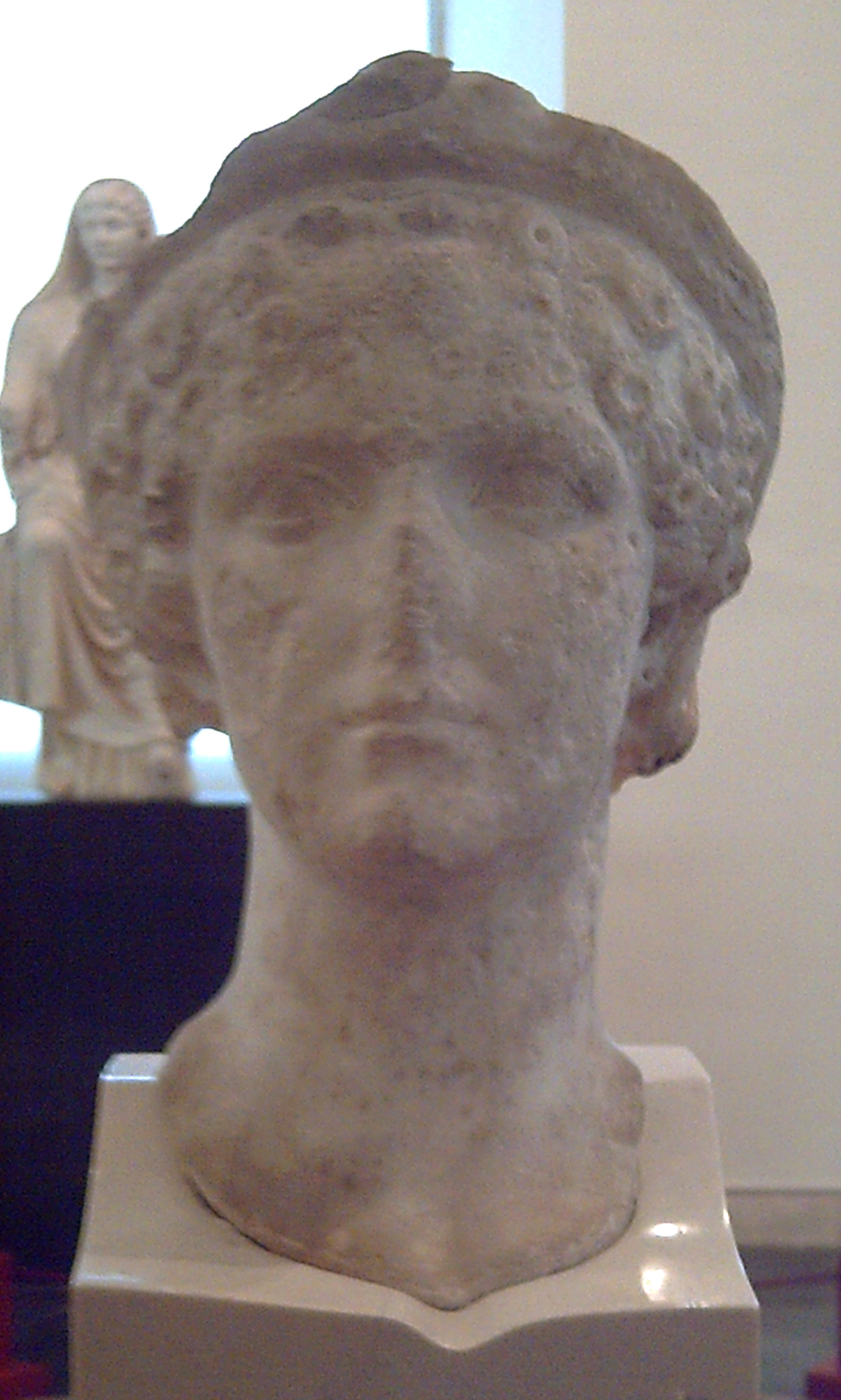
Buste en marbre d’Agrippine la jeune, provenant de la ville d'Emerita Augusta (aujourd’hui Merida, en Espagne), daté de la seconde moitié du

Agrippine la Jeune (Agrippina minor), vit le jour le 6 novembre 15 ou 16  à Oppidia Ubiorumen en Germanie inférieure. Fille du général Germanicus(neveu de l'empereur romain au pouvoir Tibère) et d'Agrippine l’Aînée (Agrippina maior), fille de Marcus Agrippa et de la fille d'Auguste, Julia Caesaris filia. Elle avait cinq frères et sœurs, mais seuls trois d'entre eux survécurent à l'enfance, dont l'empereur Caligula.
Sa mère eut trouvé refuge avec ses trois enfants à Trèves. Redoutant les mutineries qui avaient accueilli l’annonce de la mort d’Auguste et l’accession de Tibère au pouvoir, la famille de Germanicus s’était repliée auprès d’alliés moins incertains, les Trévires. Le lieu de naissance d’Agrippine la Jeune semble pourtant être le camp militaire d’Ara Ubiorum, qui devint Cologne. En 50, sous le principat de Claude, la ville prit le nom de Colonia Claudia Ara Agrippinensium ou CCAA en l’honneur de Claude et à l’initiative d’Agrippine ; ses habitants furent appelés Agrippinenses.
En 17, Germanicus est rappelé à Rome où l’on célèbre son triomphe le 26 mai. Selon l’historien Tacite, « ce qui ajoutait encore au spectacle [du triomphe], c’était la beauté de Germanicus et son char, sur lequel se trouvaient ses cinq enfants ». Elle passe les premières années de sa vie à Rome, éloigné de ses parents. Germanicus est chargé d’une mission d’inspection en Orient, apparemment dans le but de le séparer de ses troupes, en raison des craintes et de la jalousie de Tibère. À Antioche, Germanicus meurt opportunément en octobre 19 à l'age de 34 ans. Il est possible qu'il soit mort de maladie, mais beaucoup de gens soupçonnaient Pison, gouverneur de Syrie, de l'avoir empoisonné sur les ordres de l'empereur Tibère, qui vivait en reclus sur l'île de Capri,.
Dès lors, Agrippine l’Aînée et ses enfants sont ballotés entre des rivalités personnelles et les affaires d’État. Alors qu'elle commença à défendre les droits de sa propre famille et qu'au début, elle n'était peut-être qu'une nuisance pour Tibère, le préfet de la garde prétorienne, Séjan, comprit qu'Agrippine était un danger pour l'influence qu'il avait sur l'empereur et il retourna Tibère contre elle. Au moment de la conspiration de Séjan, Tibère interdit à la veuve de Germanicus de se remarier. Après la mort de son fils Drusus, Tibère se renferme de plus en plus et les descendants de Germanicus en font les frais : les deux aînés Nero Iulius Cæsar et Drusus Iulius Cæsar sont déportés ou enfermés, et leur mère, Agrippine l’Aînée, est condamnée à l’exil. Tous trois moururent dans des conditions atroces et sans avoir retrouvé la liberté.
En 28, Agrippine la Jeune a 13 ou 14 ans, et ne représentant aucune menace directe contre l'empereur, il la laisse épouser Cneius Domitius Ahenobarbus : « Cependant Tibère, après avoir accordé, en sa présence, à Cn. Domitius sa petite-fille Agrippine, fille de Germanicus, ordonna que le mariage fût célébré dans la ville. En la personne de Domitius, il avait, outre l’ancienneté de la race, choisi un sang proche de celui des Caesars ; car il pouvait se vanter d’avoir pour aïeule Octavie et, par elle, Auguste comme grand-oncle ».
En 32, Cneius Domitius Ahenobarbus devint consul.

### Sous Caligula et naissance de Néron

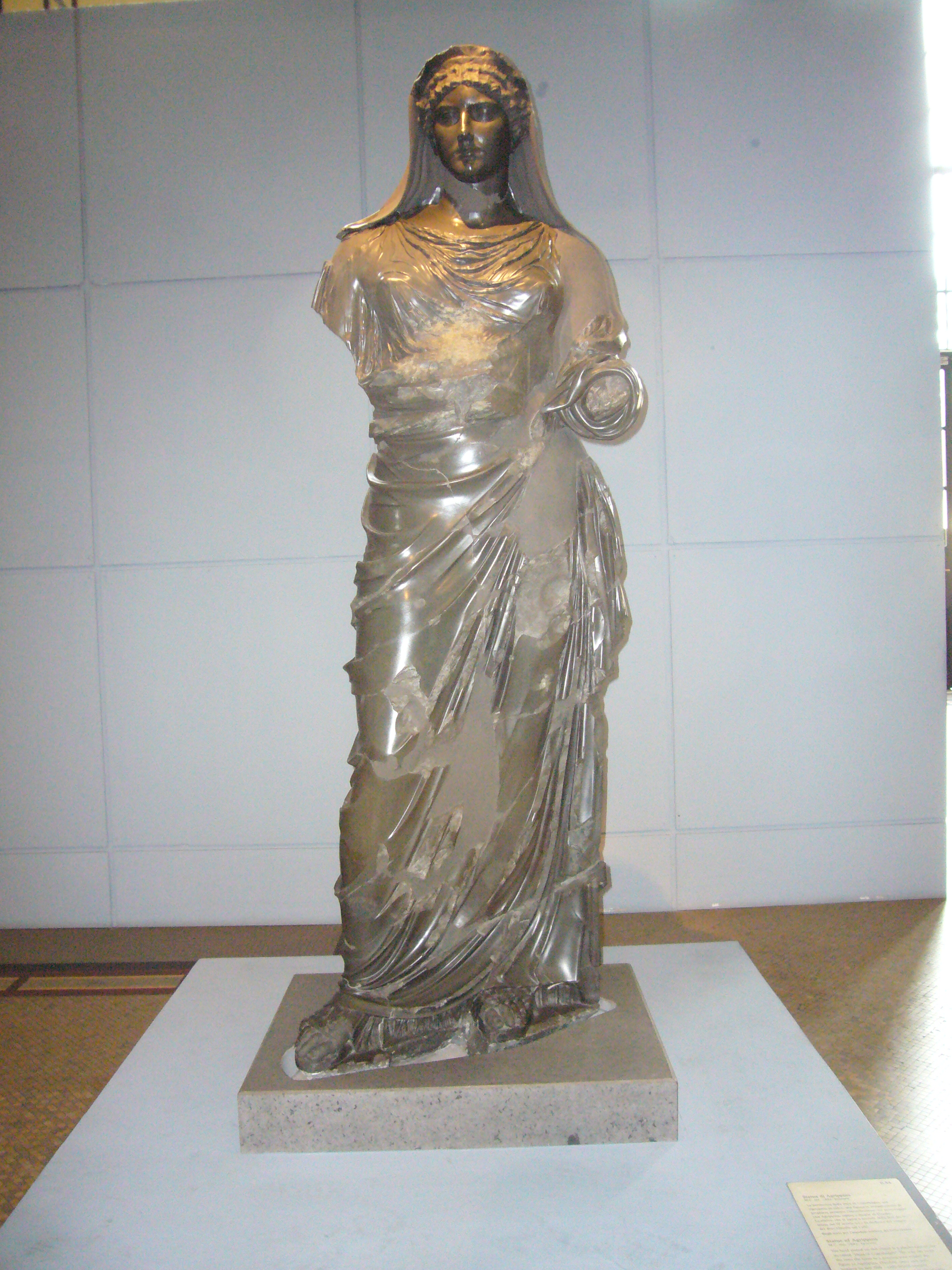
Statue d'orante en grauwacke d'Agrippine la Jeune trouvée à Rome, sur le mont Célius en 1885, musée Centrale Montemartini.

À Antium, le 15 décembre 37 au lever du soleil, Agrippine accouche d’un fils, Lucius Domitius Ahenobarbus, le futur Néron. C'est son seul enfant. Les historiens évoquent une longue stérilité psychologique d'Agrippine avant cette naissance (ou une stérilité physique de son mari, le géniteur de Néron pouvant être Sénèque, ce qui expliquerait pourquoi Agrippine le fait revenir d'exil en 49 et le nomme tuteur de Néron), Néron ayant été conçu, à quelques jours près, au moment de la mort de Tibère. Probablement selon une légende, elle consulte des mages chaldéens (pratique interdite mais en usage chez les aristocrates) qui lui prédisent que son fils régnerait mais qu'il tuerait sa mère. Elle leur aurait répondu : « Qu'il me tue, pourvu qu'il règne ».
Selon les historiens romains, Caligula entretenait à cette époque des relations incestueuses avec ses trois sœurs, et n’hésitait pas à les prostituer à ses favoris catamites ou mignons. Au début du règne, les sœurs de l’empereur sont entourées d’honneurs à la cour, mais en 39, accusées d’adultère et de complicité dans le complot de Marcus Æmilius Lepidus contre l’empereur, Agrippine et sa sœur Julia Livilla sont condamnées à l’exil sur les îles Pontines, exil qui dura jusqu’au principat de Claude en 41.
Sur l'ordre de Claude, Agrippine et Livilla retournent à Rome. Agrippine ne profite pas longtemps de sa liberté retrouvée. Elle est exilée en même temps que Sénèque accusé d’être son amant. Après la mort de son premier mari, Agrippine cherche à se remarier avec le futur empereur Galba, mais choisit finalement l'orateur Caius Sallustius Crispus Passienus, un homme immensément riche qui avait servi deux fois comme consul.
En 47, il meurt en laissant un héritage colossal à son beau-fils et des rumeurs naissent accusant Agrippine de l'avoir empoisonné.

### Impératrice et mariage avec Claude

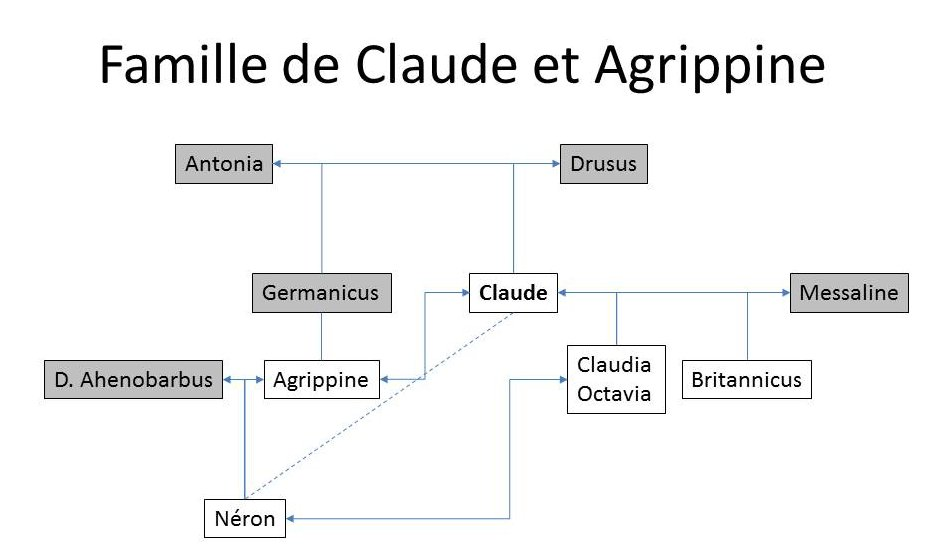
Généalogie simplifiée du couple Claude-Agrippine, vers 49-54. En grisé, personnes décédées à ces dates.

À la mort de Messaline en 48, Claude souhaite se remarier. Plusieurs candidates s'affrontent, Ælia Pætina soutenue par Narcisse, Lollia Paulina soutenue par Calliste et surtout, soutenue par Pallas qui la connaît depuis de longues années, Agrippine, parti le plus digne de la maison impériale car issu de la dynastie des Julio-Claudiens.
Agrippine l’emporte, la liaison est d’abord officieuse par crainte que l’opinion condamne un inceste : Claude est en effet l’oncle d’Agrippine. Le mariage est officialisé en 49 grâce à un subterfuge. Vitellius fait voter une motion par le Sénat obligeant l’empereur à se remarier. Aussitôt, Claude se hâte de se conformer à la demande pressante du Sénat et du peuple romain. Mais il ordonne aussi des sacrifices expiatoires par les pontifes pour l’inceste (« ce qui fit rire tout le monde », précise Tacite).
La rumeur la présente comme la maîtresse de Pallas, un affranchi richissime, proche conseiller de Claude, ce que rien ne vient confirmer ou infirmer. Toujours en 49, poussant son époux à imiter Auguste (mais aussi Tibère qui avait adopté Germanicus), elle obtient que son fils soit adopté par Claude et passe de la famille des Domitii à celle des Claudii : il prend alors le nom de Nero Claudius Cæsar Drusus (abrégé en français en Néron) et devient le rival (plus âgé) de Britannicus, le fils de Claude et de Messaline. Britannicus est peu à peu isolé : tout est fait pour amener Néron au pouvoir.

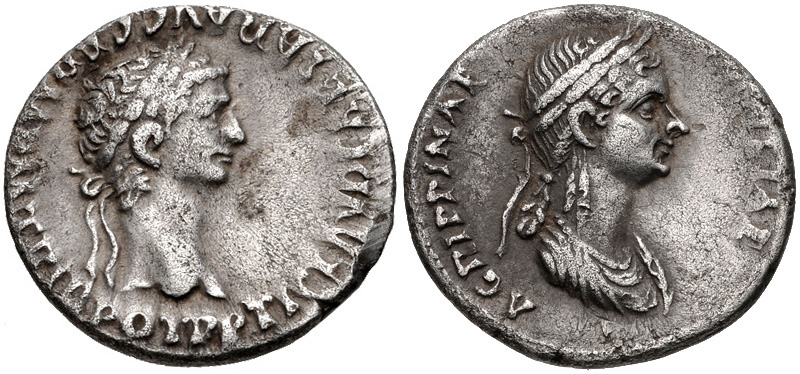
Pièces de monnaie d'Agrippine et de Claude en tant que co-dirigeants de facto de l'empire.

Agrippine a de réelles qualités politiques. Elle connaît parfaitement le fonctionnement du Palatin et, surtout, elle aime le pouvoir. Elle devint de plus en plus influente sous le règne de son mari. Elle reçut le titre d'Augusta (la dernière femme vivante à avoir reçu ce titre était l'épouse d'Auguste) Pline l'Ancien note qu'elle était assise à côté de Claude lors des jeux destinés à célébrer l'assèchement du lac Fucine, " vêtue d'une écharpe militaire faite entièrement d'or tissé sans aucune autre matière " (Histoire naturelle, XXXIII.19) ; elle était également présente lorsque Claude reçut à Rome le chef britannique vaincu Caractacos. Mais Tacite note aussi son comportement tyrannique qui entraîna la mort de nombreux proches de Néron, comme Domitia Lepida, qui avait veillé sur lui pendant l'exil d'Agrippine. Aussi féroce qu'elle ait pu être, elle convainquit Claude de rappeler Sénèque de son exil et plaça Néron sous sa surveillance, avec le préfet prétorien Afranius Burrus nouvellement nommé,.
En 50, elle obtient ce que Messaline n’avait jamais eu : le titre d'Augusta. Elle a ainsi le droit de se déplacer en char honorifique et de se faire saluer comme l’égale de l’empereur. C’est une nouveauté dans l’histoire de Rome.
Elle parvient à fiancer son fils avec Octavie, la fille de son époux. Mariage conclu en 53, mais jamais consommé. Par son influence auprès de l’empereur et ses manœuvres, Agrippine élimine ses rivales passées (Lollia Paulina, Domitia Lepida) ou potentielles (Calpurnia) et s’empare des richesses de plusieurs notables (Statilius Taurus).
Elle organise une véritable purge dans les rangs de la noblesse en jouant sur la paranoïa de son oncle. Elle en profite pour éliminer tous ceux qui pourraient former un obstacle à l'ascension de son fils et confisque leurs fortunes au profit du Trésor. Claude est incapable de comprendre que les sénateurs le croient responsable de ces attaques renouvelées.
Finalement, se sentant en danger et profitant de l’absence de Narcisse, l’un des conseillers les plus fidèles de Claude, Agrippine fait empoisonner l’empereur le 13 octobre 54. Elle éloigne Britannicus et diffère l’annonce de la mort de Claude jusqu’à ce que Sénèque et Burrus aient fait proclamer Néron par les prétoriens. Sachant aussi bien utiliser l’empereur dans sa mort qu’elle l’avait fait lorsqu’il était vivant, elle obtient sa divinisation afin d’être sa prêtresse et commande même un temple en son honneur.

### Sous Néron

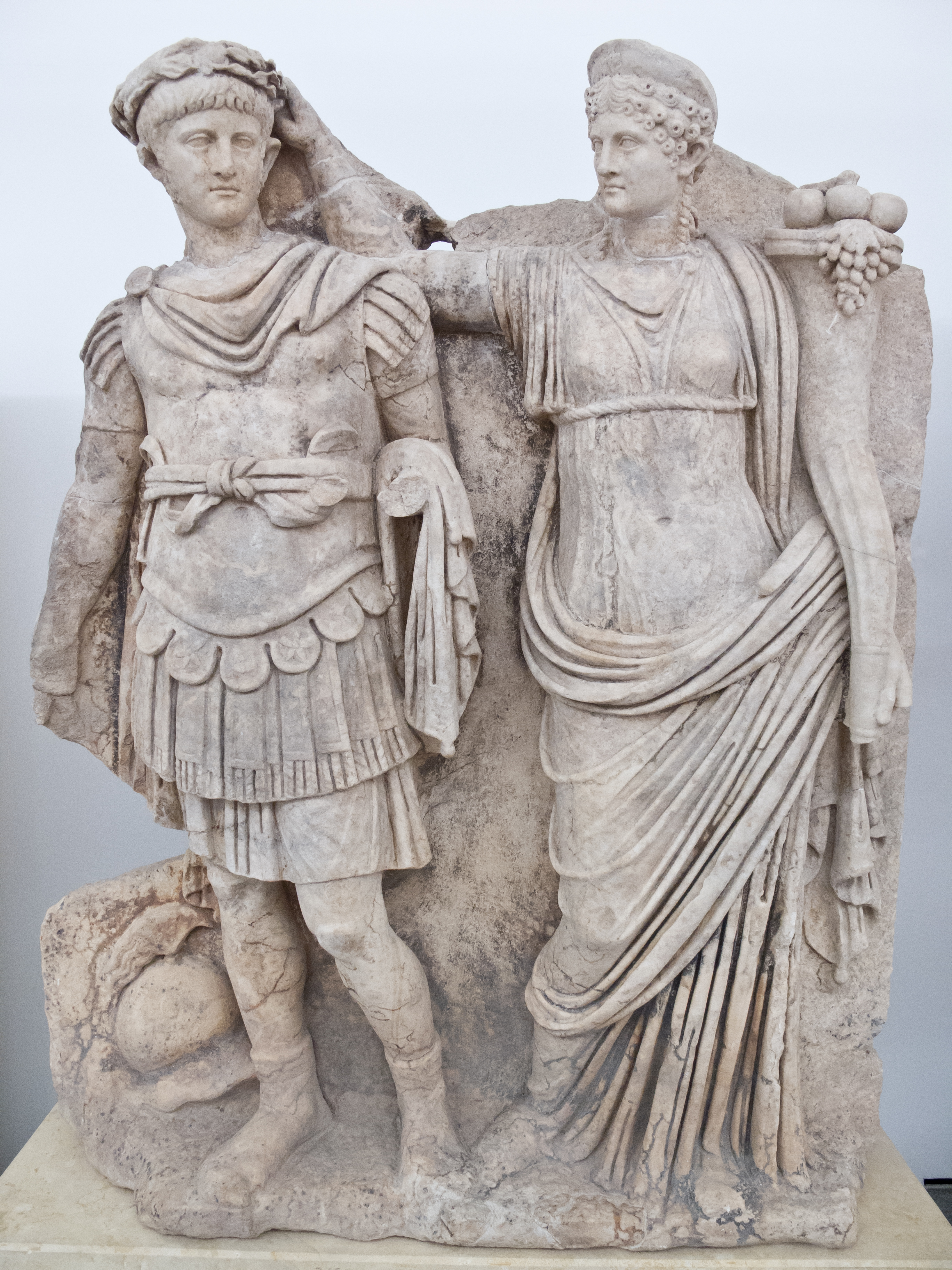
Sculpture d'Agrippine couronnant son jeune fils Néron (c. AD 54 –59).

Pendant cinq ans, Néron, devenu empereur grâce à elle, supporte son autorité. Mais elle a décidé de régner : en tant que petite-fille et fille de généraux romains, elle compte de nombreux partisans dans l'armée et parvient à placer des hommes à elle à des postes importants. Devant l'omnipotence de sa mère, Néron, appuyé par Sénèque et le préfet du prétoire Burrus, choisit de l'écarter du pouvoir. Si elle choisit de s'opposer à Néron, c'est un risque de guerre civile, mais elle prend malgré tout le parti de s'allier avec sa belle-fille Octavie menacée de répudiation et de s'opposer au mariage de son fils à sa maîtresse Poppée.
Après plusieurs tentatives de meurtre infructueuses, au printemps 59, Néron décide une nouvelle fois d'assassiner Agrippine, en camouflant l'homicide en naufrage car à Rome le matricide est un crime suprême. Selon Tacite, Néron et sa suite se trouvent dans sa villa impériale de Misène, dans la baie de Naples, où il a invité sa mère à l'occasion des fêtes de Minerve. À l'issue des fêtes, il la raccompagne ensuite au port, où il lui prête une galère avec sa dame de compagnie Acerronia Polla (en). Le navire se disloque dans la baie, mais elle parvient à rejoindre le rivage et se fait débarquer au lac Lucrin, d'où elle rejoint sa demeure. Néron consulte Sénèque et Burrus, qui le convainquent de la faire assassiner en pleine nuit dans sa villa par des soldats (non des prétoriens, fidèles au souvenir de Germanicus), des marins, peut-être sous le commandement d'Anicetus, ancien précepteur de Néron devenu ennemi juré d'Agrippine. Au centurion tirant son glaive pour lui donner la mort, elle aurait déclaré : « Frappe au ventre ! » (« ventrem feri »).
Selon Tacite, Néron vient contempler le cadavre de sa mère avant sa crémation sur un lit de table. Après la mort de Néron, un tumulus en mémoire d'Agrippine aurait été érigé sur le chemin de Misène.

## Généalogie

### Famille
Agrippine la Jeune était :
- la première fille et cinquième enfant d’Agrippine l’Aînée et de Germanicus, adopté (sans bienveillance) et sur ordre d’Auguste par Tibère en 4 apr. J.-C. ;
- l’arrière-petite-fille de l’empereur Auguste par sa mère et de l’impératrice Livie par son père ;
- l’arrière-petite-fille de Marc Antoine ;
- la sœur de l’empereur Caligula ;
- la petite-nièce de l’empereur Tibère ;
- la nièce et la quatrième (et dernière) femme de l’empereur Claude ;
- la mère de l’empereur Néron.

## Dans la culture

### Au théâtre
- Le personnage d'Agrippine apparaît dans la tragédie de Jean Racine, Britannicus (1669), qui s'appuie sur les écrits de Tacite. Racine y fait des adaptations personnelles afin de créer un contexte plus tragique.
- Agrippine est également un des personnages principaux de la tragédie Arrie et Petus (1702) de Marie-Anne Barbier[28].

### Littérature

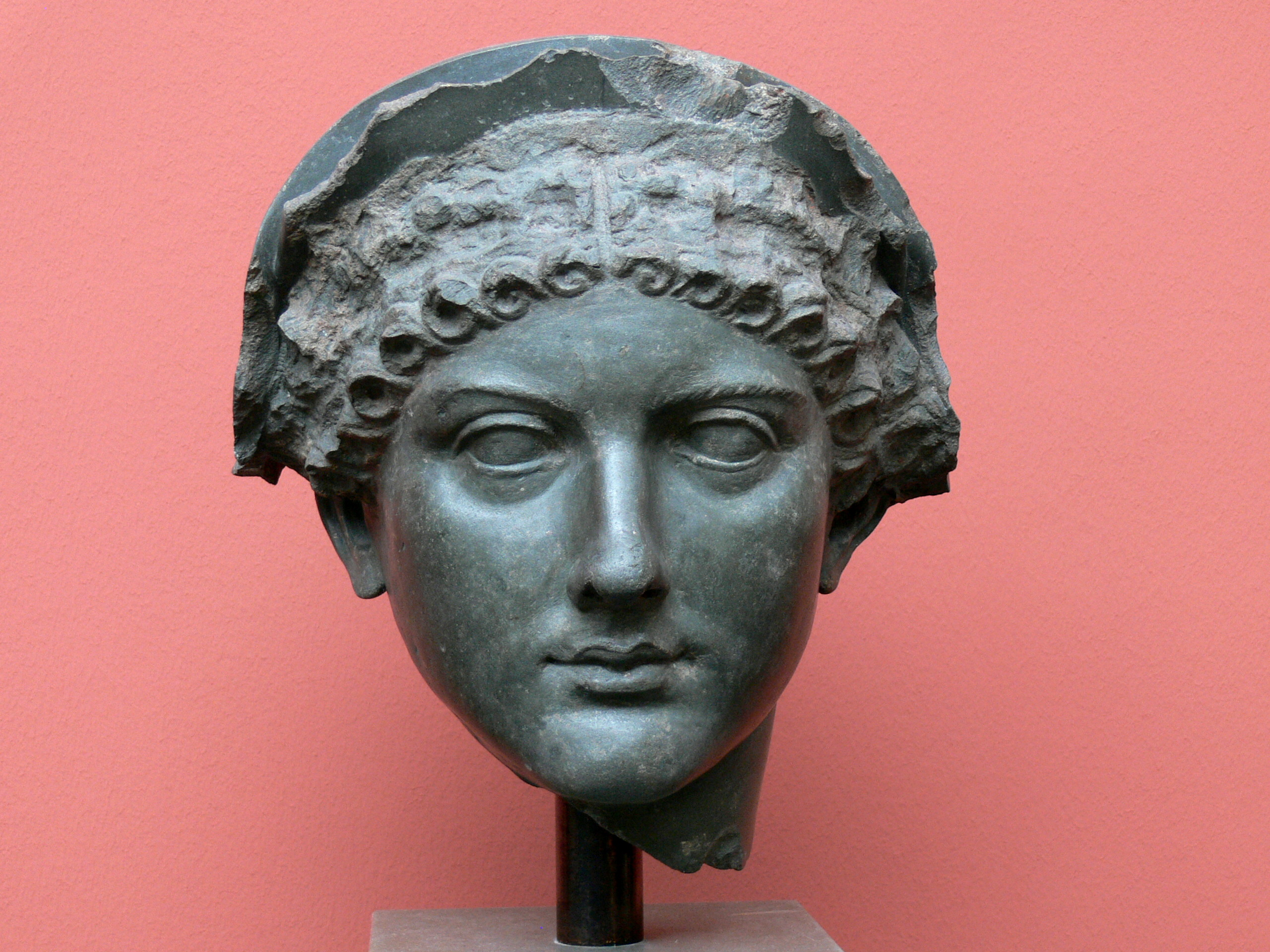
Buste d'Agrippine la Jeune, daté de 54-68 apr. J.-C., Ny Carlsberg Glyptotek.

- L’historien Pierre Grimal a publié un roman historique : Mémoires d’Agrippine (1992)[29].

Le roman de Grimal prétend restituer les Mémoires écrits par Agrippine elle-même. Ces mémoires, aujourd’hui perdus, ont une existence historique attestée par Tacite : « Ce fait qui n’a pas été rapporté par les auteurs d’ouvrages historiques, je l’ai découvert dans les mémoires de sa fille Agrippine, qui, devenue la mère de l’empereur Néron, a raconté à la postérité sa vie et la vicissitude des siens. »
- Juliette Benzoni, Reines Tragiques (roman historique), 1962.
- Jean Dufaux et Philippe Delaby, Murena (bande dessinée) éditions Dargaud[31].
- Violaine Vanoyeke, Les louves du Capitole, Editions Robert Laffont, 1980.
- Roger Vercel, Le Roman d'Agrippine, Le Cercle du nouveau Livre, 1965.
- Patrick de Carolis, La Dame du Palatin, 2011.

### Musique
- En 1709, Georg Friedrich Haendel a composé Agrippina (HWV 6), un opéra en trois actes sur un livret de Vincenzo Grimani.

### Cinéma
Plusieurs films relatent la vie d'Agrippine dès l'époque du cinéma muet.
En 1911, le réalisateur Enrico Guazzoni réalise Agrippine (Agrippina), un film en noir et blanc qui dépeint la vie de l'impératrice.
En 1956, l'actrice américaine Gloria Swanson l'incarne dans le film Les Week-Ends de Néron avec à ses côtés Vittorio De Sica, Brigitte Bardot et Alberto Sordi qui incarne son fils Néron. 
En 1976, Herbert Wise adapte au cinéma le roman historique Moi, Claude de Robert Graves dans une mini-série intitulée Moi Claude empereur. Dans celle-ci, Agrippine est incarnée par l'actrice britannique Barbara Young.
En 2004, Paul Marcus réalise un téléfilm sur la jeunesse et l'ascension de l'empereur Néron, intitulé Imperium : Nerone. Agrippine y est incarnée par l'actrice italienne Laura Morante.

### Télévision
- Agrippine est l'un des personnages principaux de la série documentaire Roman Empire: Caligula, L'Empereur fou produite par Netflix. Agrippine est incarnée par l'actrice australienne Teressa Liane.
- L'émission Secrets d'Histoire sur France 3 du 27 janvier 2020, intitulée Agrippine : tu seras un monstre mon fils, lui est consacrée[32].
- [vidéo][Production de télévision] « Duels d'Histoire : Messaline vs Agrippine », Olivier Carpentier (écriture et réalisation), Nicolas Brénéol (écriture et montage), Noémie Orphelin (narration) sur Arte, 2022, 11 min (consulté le 16 juin 2024)

### Art contemporain
- Agripinne la Jeune figure parmi les 1 038 femmes référencées dans l'œuvre d’art contemporain The Dinner Party (1979) de Judy Chicago. Son nom y est associé à Marcelle[33],[34].

### Bande dessinée
- Agripinne la Jeune est l'un des personnages principaux de la série de bande dessinée Murena, créée en 1997 par Dufaux et Delaby.